# نبي كذاب

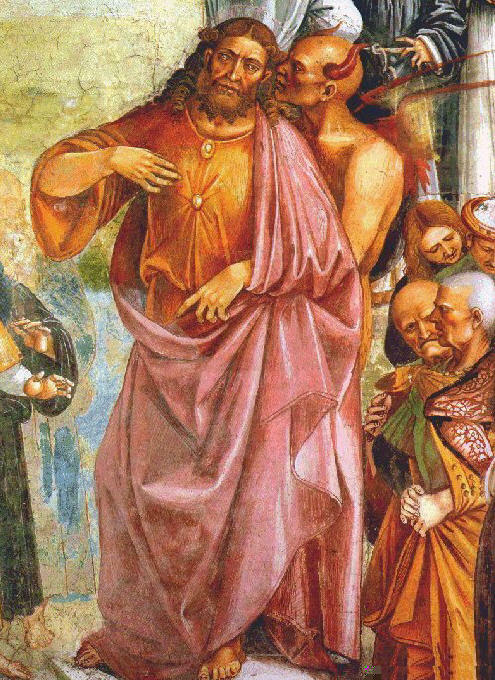
الشيطان يوسوس للمسيح الدجال ؛ تفصيل من كتاب عظات وأعمال المسيح الدجال، لوكا سيجنوريلي، 1501، كاتدرائية أورفيتو.

في الدين، النبي الكاذب أو النبي الكاذب هو الشخص الذي يدعي زوراً موهبة النبوة أو الإلهام الإلهي، أو التحدث باسم الله، أو الذي يقدم مثل هذه الادعاءات لأغراض شريرة. في كثير من الأحيان، فإن الشخص الذي يعتبره بعض الناس " نبيًا حقيقيًا" يعتبره آخرون في نفس الوقت "نبيًا كاذبًا"، حتى داخل نفس الدين الذي ينتمي إليه "النبي" المعني. بالمعنى الأوسع، هو أي شخص يدعي، دون أن يكون لديه أي صلة خاصة بالإله، وينصب نفسه كمصدر للروحانية، كسلطة، أو واعظ، أو مدرس. وعلى نحو مماثل، يتم تطبيق المصطلح أحيانًا خارج الدين لوصف شخص يروج بشدة لنظرية يعتقد المتحدث أنها خاطئة.

## المسيحية

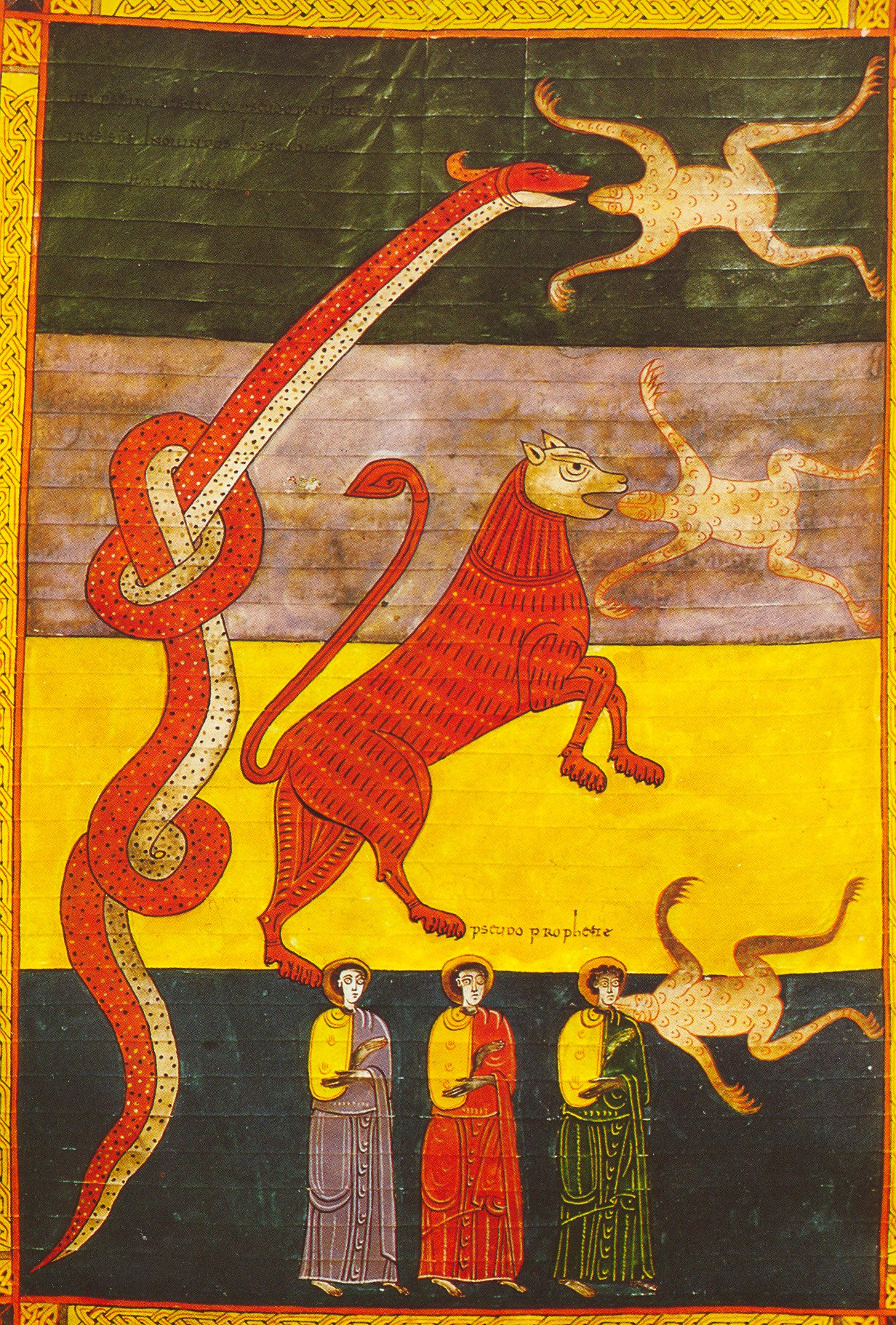
مصير النبي الكذاب، رؤيا ١٦، بيتوس دي فاكوندوس، ١٠٤٧

نشأت علم نهاية العالم المسيحي مع الحياة العامة ووعظ يسوع. في جميع أنحاء العهد الجديد وبعض الكتابات المسيحية المبكرة غير القانونية، حذر يسوع تلاميذه ورسله عدة مرات من الأنبياء والمسيحيين الكذبة، وكثيراً ما يُحث المؤمنون على الحذر منهم والبقاء يقظين.

### الأناجيل
في عظته على الجبل (متى 7:15-20)، حذر يسوع أتباعه من الأنبياء الكذبة:
"احذروا من الأنبياء الكذبة الذين يأتونكم بثياب الحملان ولكنهم من داخل ذئاب خاطفة. من ثمارهم تعرفونهم. هل يجتنون من الشوك عنب أو من الحسك تين؟ هكذا كل شجرة جيدة تصنع أثماراً جيدة، وأما الشجرة الرديئة فتصنع أثماراً رديئة. لا تستطيع شجرة جيدة أن تصنع أثماراً رديئة ولا شجرة رديئة أن تصنع أثماراً جيدة. كل شجرة لا تصنع أثماراً جيدة تقطع وتلقى في النار. هكذا تعرفونهم من ثمارهم."
وتتناول الأناجيل القانونية نفس النقطة حول النبي الكاذب الذي يتنبأ بشكل صحيح، وتنبأ يسوع بظهور المسيحين الكذبة والأنبياء الكذبة في المستقبل، مؤكدًا أنهم قادرون على عمل آيات ومعجزات عظيمة، على سبيل المثال، في خطاب الزيتون الذي ألقاه على جبل الزيتون:
"وبدأ يسوع يقول لهم: ""احذروا أن لا يضلكم أحد. سيأتي كثيرون باسمي قائلين: أنا هو! وسيضلون كثيرين. ومتى سمعتم بحروب وإشاعات عن حروب فلا تنزعجوا. لا بد أن يكون هذا، ولكن ليس المنتهى بعد. وحينئذ إذا قال لكم أحد: هوذا المسيح هنا! أو هوذا هو هناك! فلا تصدقوه. سيقوم مسحاء كذبة وأنبياء كذبة ويعطون آيات وعجائب لكي يضلوا لو أمكن المختارين. ولكن انظروا. لقد سبقت وأخبرتكم بكل شيء""." (مرقس 13:5-7، 13:21-23)
"انتبهوا لئلا يضلكم أحد. فإن كثيرين سيأتون باسمي قائلين: أنا هو المسيح، فيضلون كثيرين. ويقوم أنبياء كذبة كثيرون ويضلون كثيرين. فإذا قال لكم أحد: هوذا المسيح هنا! أو هو هناك! فلا تصدقوا. فإنه سيقوم مسحاء كذبة وأنبياء كذبة ويعطون آيات عظيمة ومعجزات حتى يضلوا لو أمكن المختارين أيضاً. ها أنا قد سبقت فأخبرتكم. فإذا قالوا لكم: هوذا هو في البرية فلا تخرجوا. وإذا قالوا: هوذا هو في المخادع فلا تصدقوا." (متى 24:4-5، 24:11، 24:23-26)
في إنجيل لوقا، قدم يسوع تطبيقًا أخلاقيًا لتلاميذه باستخدام تشبيه الأنبياء الكذبة في العهد القديم:
"ويل لكم إذا قال فيكم جميع الناس حسناً، فإن آباءهم هكذا فعلوا بالأنبياء الكذبة." (لوقا 6:26)

### أعمال الرسل والرسائل
في سفر أعمال الرسل، التقى الرسولان بولس وبرنابا بنبي كذاب اسمه إليماس بار يسوع في جزيرة قبرص:
"ولما طافوا الجزيرة كلها حتى بافوس صادفوا رجلا ساحراً نبياً كاذباً يهودياً اسمه بار يسوع كان مع الوالي سرجيوس بولس رجلاً عاقلاً فاستدعى برنابا وشاول طالباً أن يسمع كلمة الله. فقاومهما عليم الساحر (لأن هذا هو معنى اسمه) طالباً أن يصرف الوالي عن الإيمان. فامتلأ شاول الذي يدعى بولس أيضاً من الروح القدس ونظر إليه وقال: يا ابن إبليس يا عدو كل بر يا ممتلئ كل غش وخبثا، ألا تكف عن إفساد سبل الرب المستقيمة؟ والآن هوذا يد الرب عليك فتكون أعمى لا تبصر الشمس إلى حين." "فسقط عليه في الحال ضباب وظلمة، فأخذ يجول باحثاً عن من يقوده بيده. فآمن الوالي حين رأى ما كان، لأنه انبهر بتعليم الرب." (أعمال 13:6-12)
وتتطابق هذه القصة أيضًا بشكل أفضل مع النموذج الموجود في سفر التثنية. الادعاء هنا هو أن عليم يحاول تحويل سرجيوس بولس عن الإيمان الحقيقي، تمامًا مثل النبي الكذاب الموصوف في الآيات السابقة. في هذه الآيات، لا نرى أن عليمًا يتنبأ بالمعنى الشائع للكلمة، لذا يبدو أن النموذج يناسب هذا السيناريو بشكل أفضل.
الرسالة الثانية لبطرس تقارن بين المعلمين الكذبة والأنبياء الكذبة وكيف أن الأولين سوف يجلبون تعاليم كاذبة، تمامًا مثل الأنبياء الكذبة القدامى:
"ولكن قام بين الشعب أنبياء كذبة أيضا، كما سيكون بينكم معلمون كذبة، يدسّون بدعاً هلاكية خفية، وينكرون الرب الذي اشتراهم، فيجلبون على أنفسهم هلاكا سريعا. وسيتبع كثيرون فجورهم، وبسببهم يُشْتَهَى على طريق الحق. وفي جشعهم يستغلونكم بكلام كاذب. منذ القديم لم تكن دينونتهم باطلة، وهلاكهم لم يكن نائما." (2 بطرس Peter&verse=2:1-3&src=RSV 2:1-3)
تحذر رسالة يوحنا الأولى أصحاب الإيمان المسيحي من اختبار كل روح بسبب هؤلاء الأنبياء الكذبة:
"أيها الأحباء، لا تصدقوا كل روح، بل امتحنوا الأرواح هل هي من الله، لأن أنبياء كذبة كثيرين قد خرجوا إلى العالم. بهذا تعرفون روح الله: كل روح يعترف بيسوع المسيح أنه قد جاء في الجسد فهو من الله، وكل روح لا يعترف بيسوع المسيح أنه قد جاء في الجسد فليس من الله. هذا هو روح ضد المسيح الذي سمعتم أنه يأتي، وهو الآن في العالم." (1 يوحنا John&verse=4:1-3&src=RSV 4:1-3)

### النبي الكاذب في سفر الرؤيا
إن النبي الكاذب الأكثر شهرة في العهد الجديد هو الذي ورد ذكره في سفر الرؤيا. في النهاية يتم إلقاء النبي الكذاب في البحيرة النارية المليئة بالكبريت المشتعل:
"فأمسك الوحش والنبي الكذاب معه الذي عمل أمامه الآيات التي أضل بها الذين قبلوا علامة الوحش والذين سجدوا لصورته، وألقي الاثنان حيين في بحيرة النار المتقدة بالكبريت."— رؤيا يوحنا 19:20
وأما إبليس الذي خدعهم فقد ألقي في بحيرة النار والكبريت، حيث كان الوحش والنبي الكذاب، وسوف يعذبون نهاراً وليلاً إلى أبد الآبدين.— رؤيا يوحنا 20:10
ذكر آخر عن نبي كاذب في العهد الجديد هو "روح معادية المسيح التي تنكر الابن". في العهد الجديد، تظهر كلمة المُعارض لـ المسيحيّة (باليونانية: antikhristos) بشكل رئيسي في رسائل يوحنينيين وفي الكثرة، وترتفع إلى أولئك الذين ينكرون و / أو لا يؤمنون بمسيحية يسوع. مصطلح مشابه، "المسيح الزائف" (في اليونانية: pseudokhristos، يعني "المسيح الزائفة") يستخدمه يسوع في الإنجيل. يبدو أن هذه المصطلحات تشير إلى فئة من الناس بدلاً من فرد واحد.

## الإسلام
يذكر القرآن أن محمدًا هو " خاتم الأنبياء " وآخر الأنبياء، وهو ما يفهمه أهل السنة على أنه يعني أن أي أنبياء ظاهريين بعد محمد هم كذبة. لا تعتبر جميع وجهات نظر علماء المسلمين السائدة من المذهبين السني والشيعي أن المجيء الثاني لعيسى (يسوع) هو مجيء نبي جديد، لأن المسيح الإسلامي كان بالفعل نبيًا موجودًا وسوف يحكم بالقرآن وسنة محمد، دون أن يأتي بأي وحي أو نبوة جديدة.
روى ثوبان بن كداد عن محمد قال:
«يكون في أمتي ثلاثون دجالاً كلهم يزعم أنه نبي وأنا خاتم النبيين لا نبي بعدي».— رواه أحمد بن حنبل حديث صحيح.
وروى أبو هريرة عن محمد قال:
"لا تقوم الساعة (1) حتى يقتتل فئتان عظيمتان فيقتل منهما عدد كبير وهم على دين واحد (2) حتى يبعث دجالون كذابون قريب من الثلاثين كلهم يزعم أنه رسول الله..."
وذكر محمد أيضًا أن آخر هؤلاء الدجالين سيكون المسيح الدجال. لم يتم ذكر الدجال في القرآن الكريم ولكن تم ذكره ووصفه في أدبيات الحديث. كما هو الحال في المسيحية، يقال أن الدجال سيخرج في الشرق، على الرغم من أن الموقع المحدد يختلف بين المصادر المختلفة. وسوف يقلد الدجال المعجزات التي قام بها عيسى عليه السلام، مثل شفاء المرضى وإحياء الموتى، والتي تتم بمساعدة الشياطين. وسوف يخدع العديد من الناس، مثل النساجين والسحرة والمنبوذين وأبناء العاهرات، ولكن أغلبية أتباعه سيكونون من اليهود. وفقًا للرواية الإسلامية الأخروية، فإن الأحداث المتعلقة بالمعركة النهائية قبل يوم القيامة سوف تسير بالترتيب التالي:
11 وتتحدث الأحاديث أيضًا عن علامات كبرى للنهاية، والتي تشمل ظهور الدجال وظهور النبي عيسى للانضمام إلى المعركة معه في دابق في سوريا، وكذلك وصول المهدي، لمهتدي. وكما يقول حديث آخر منسوب إلى علي بن أبي طالب، ""أكثر أتباع الدجال اليهود وأولاد الزنا؛ "يقتل الدجال بالشام، في ثغرة يقال لها ثغرة أفيق، بعد ثلاث ساعات من النهار، على يد عيسى".

عن سمرة بن جندب أن محمداً صلى الله عليه وسلم كان يخطب في كسوف الشمس، فقال:
"والله لا تقوم الساعة حتى يخرج ثلاثون دجالاً آخرهم الأعور الدجال"— Related by Imam Ahmed and Imam Tabarani as a sound hâdith.
روى أنس بن مالك عن محمد قال:
لا يوجد نبي إلا وقد حذر الأمة من ذلك الكذاب الأعور، إنه أعور وليس ربكم بأعور، وعلى جبهته حرفا (كفر).
الدجال أعور العين، ومكتوب بين عينيه "كافِر"، فكتبها "ك.ف.ر"، فيستطيع كل مسلم قراءتها.— 
الإمام المهدي (، أي "المهتدي إلى الحق") هو المخلص حسب الإسلام. تمامًا مثل الدجال، لم يتم ذكر المهدي في القرآن أبدًا ولكن يمكن العثور على وصفه في أدبيات الحديث ؛ وفقًا للسرد الإسلامي الإسخاتولوجي، سيظهر على الأرض قبل يوم القيامة. وفي وقت المجيء الثاني للمسيح، سيعود النبي عيسى ليهزم ويقتل المسيح الدجال. يعتقد المسلمون أن عيسى والمهدي سوف يخلصان العالم من الظلم والطغيان والظلم، مما يضمن السلام والهدوء. وفي النهاية سيتم قتل الدجال على يد المهدي وعيسى عند باب لود، حيث عندما يرون الدجال سوف يذوب ببطء (مثل الملح في الماء).

## اليهودية
يرفض يسوع في كل فروع اليهودية باعتباره مسيحا يهوديا فشل ومسيحا كاذبا.
"إذا ظهر بينكم نبي أو متنبأ بالأحلام وأخبركم بآية أو أعجوبة، وحدثت الآية أو الأعجوبة التي تكلم عنها وقال: لنتبع آلهة أخرى (آلهة لم تعرفوها) ولنعبدها، فلا تسمعوا لكلام ذلك النبي أو الحالم. الرب إلهكم يمتحنكم ليعلم هل تحبونه بكل قلبكم وبكل نفسك. الرب إلهكم يجب أن تتبعوه وتخافوه. احفظوا وصاياه وأطيعوا، اعبدوه وتمسكوا به. يجب قتل ذلك النبي أو الحالم لأنه نادى بعصيان الرب إلهكم الذي أخرجكم من مصر وفداكم من أرض العبودية، وحاول أن يحولكم عن الطريق الذي أمركم الرب إلهكم باتباعه. يجب أن تزيلوا الشر من بينكم" (تثنية HE).
يسجل سفر الملوك قصة حيث يصور النبي ميخا، تحت الإكراه من آخاب، الله وهو يطلب معلومات من مستشاره السماوي حول ما يجب أن يفعله مع محكمة الأنبياء الكذبة. وقد سُجِّل هذا التصوير في سفر الملوك الأول Kings%2022:19–23&verse=HE&src=! HE:
"فقال ميخا: «اسمع كلام الرب. رأيت الرب جالسا على كرسيه وكل جند السماء وقوف حوله عن يمينه وعن يساره». فقال الرب: «من يغوي آخاب ليهاجم راموت جلعاد ويذهب إلى موته هناك؟»
"اقترح أحدهم هذا، واقترح آخر ذلك. وأخيراً، تقدم روح ووقف أمام الرب وقال: "سأغريه".
"بأي وسيلة؟" سأل الرب.
"وقال: "أخرج وأكون روح كذب في أفواه جميع أنبيائه".
«ستنجح في إغوائه»، قال الرب. «اذهب وافعل ذلك».
"والآن قد وضع الرب روح الكذب في أفواه جميع أنبيائك هؤلاء، وقد قضى الرب عليك بالشر".
ومن الممكن أن ميخا كان يقصد تصوير الأنبياء الكذبة كاختبار من الرب. ومن المحتمل أيضًا أن يكون المقصود من ذلك إهانة أنبياء آخاب، مثل صدقيا بن كنعانة.
إن عقوبة النبوة الكاذبة، بما في ذلك التحدث باسم إله غير الرب أو التحدث باسم الرب بغطرسة، هي الموت (Deuteronomy 18:20). وبالمثل، إذا تنبأ نبي باسم الرب ولم تتحقق، فهذه علامة أخرى على أنه غير مكلف من قبل الرب وأن الناس لا ينبغي أن يخافوا النبي الكذاب (Deuteronomy 18:22).
يرد المصطلح اليوناني اليهودي pseudoprophetes في الترجمة السبعينية (إرميا 6: 13، 33: 8-11، 34: 9، 36: 1-8، زكريا 13: 2)؛ وفلافيوس يوسيفوس (آثار اليهود 8-13-1، 10-7-3، الحرب اليهودية 6-5-2)؛ وفيلو الإسكندري (القوانين المحددة 3: 8). استخدم الكتاب الوثنيون الكلاسيكيون مصطلح pseudomantis.

## الاستخدام خارج الأديان
يُستخدم مصطلح النبي الكاذب أحيانًا خارج الاستخدام الديني، لوصف مروجي النظريات العلمية أو الطبية أو السياسية التي يعتقد مؤلف العبارة أنها خاطئة. وقد طبق بول أوفيت في كتابه "أنبياء التوحد الكاذبون" الصادر عام 2008 هذه العبارة على مروجي النظريات والعلاجات غير المثبتة مثل العلاقة غير المدعومة بين الثيومرسال واللقاحات والعلاج بالاستخلاب. في كتابه الصادر عام 1993 بعنوان "الاحتيال البيئي: الأنبياء الكاذبون لنهاية العالم البيئية" استخدم رونالد بيلي هذه العبارة للإشارة إلى أنصار فرضية الاحتباس الحراري العالمي ؛ ولكن بحلول عام 2005 غيّر بيلي رأيه، وكتب "إن أي شخص لا يزال متمسكاً بفكرة عدم وجود احتباس حراري عالمي ينبغي له أن يتخلى عنها".